# Aiphanes bicornis
Aiphanes bicornis är en enhjärtbladig växtart som beskrevs av Cerón och Rodrigo Bernal. Aiphanes bicornis ingår i släktet Aiphanes och familjen Arecaceae.
Artens utbredningsområde är Ecuador. Inga underarter finns listade i Catalogue of Life.